# Гощево

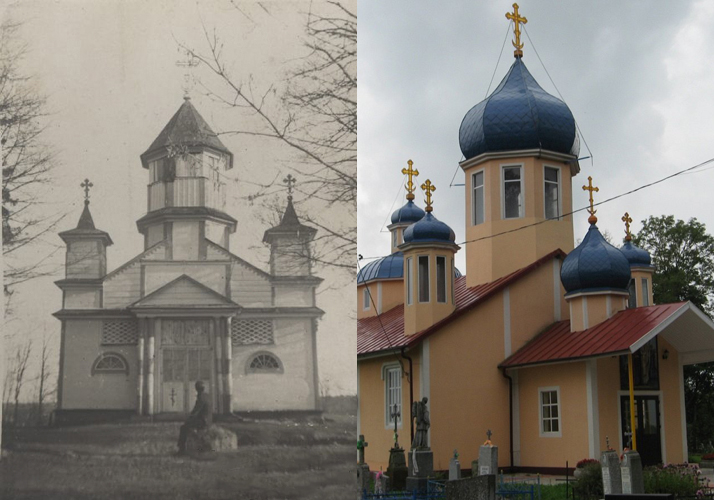
Крестовоздвиженская церковь в 1930 г. (слева) и после реставрации в 2014 г. (справа)

Гощево — деревня в Ивацевичском районе Брестской области Белоруссии. Входит в состав Стайковского сельсовета. Население — 641 человек (2019).

## Географическое положение
Деревня располагается в 7 километрах на Запад от районного центра — города Ивацевичи, находясь почти в центре Ивацевичского района. Ближайшее шоссе Брест—Минск, в деревне имеется остановка пассажирского автотранспорта. Ближайшие железнодорожные станции «Коссово-Полесское» и «Ивацевичи» — на железнодорожной магистрали, соединяющей Брест и Минск (ближайший ж/д узел и вокзал, где останавливаются международные поезда — Барановичи);

## История
Первое письменное упоминание: 1485 год

## Этимология
Предположительно, название деревни могло произойти от основы Гоша Гоща, имеющей различное смысловое значение: (чужак) или даже возможна связь с топонимом (погост).

## Инфраструктура
В деревне имеется несколько магазинов, 5 автобусных остановок, дом культуры, средняя школа, дом быта, детский сад, фельдшерский пункт, отделение почтовой связи.

## Достопримечательности
- Церковь Воздвижения Креста Господня. Построена в 1838 году, в 2008 году отреставрирована. Церковь до «реставрации» была включена в Государственный список историко-культурных ценностей Республики Беларусь[6]. В результате «реставрации» внешний вид церкви подвергся значительным изменениям, благодаря которым, она фактически утратила свою историко-культурную ценность.
- Памятник землякам (ист.). В центре деревни. В память о 65 односельчанах, погибших в годы Великой Отечественной войны, в 1969 году установлен обелиск[7].